# Davis Cleveland
Davis Cleveland, né le 5 février 2002 à Houston au Texas, est un acteur américain.

## Biographie
Il est notamment connu pour interpréter le rôle de Robby dans la série Sons of Tucson (diffusée sur la FOX). Ce rôle est celui de l'un des trois frères ayant engagé Ron Snuffkin (Tyler Labine) - un arnaqueur très maladroit - pour prendre le rôle de leur père, en prison à ce moment.
Dans la série Shake it Up, il joue également le rôle de Flynn Jones, le petit frère de Cece Jones  (interprétée par Bella Thorne).
Il a également tourné dans la série Ghost Whisperer. Il apparait courtement dans la série Hannah Montana Forever où il joue un petit qui veut acheter un tigre en peluche.
En 2009, il fait une petite apparition dans l'épisode 5.17 de la série Desperate Housewives.
En 2011, il chante Monster Mash avec Kenton Duty et Adam Irigoyen sur Disney Channel.
Il a joué dans Bonne chance Charlie dans l'épisode Les Duncan vont au ski.

## Filmographie
- 2008 : How I Met Your Mother : Andy (Saison 4 Épisode 10)
- 2009 : Ghost Whisperer : Tyler Harmon (Saison 5 , épisode 1)
- 2009 : Desperate Housewives : Jeffrey
- 2010 : Paire de rois : Chauncey
- 2010-2013 : Shake It Up : Flynn Jones
- 2011 : Bonne chance Charlie (Good Luck Charlie) : Flynn Jones/ Le garçon dans l'épisode Les Duncan vont au ski
- 2012: Shake It Up: Made In Japan : Flynn Jones
- 2014 : Rizzoli & Isles : Zach Langley
- 2016 : Manny's best friend